# Eleccions legislatives xipriotes de 2006
Les Eleccions legislatives xipriotes de 2006 es van celebrar a Xipre el 21 de març de 2006. El comunista Dimitris Khristófias fou elegit president de la Cambra de Representants de Xipre. Ocupà el càrrec fins que el 2008 fou escollit president de Xipre.
Resum dels resultats electorals de 21 de març de 2006 la Cambra de Representants de Xipre
|                   | Partit Progressista del Poble Treballador Anorthotikon Komma Ergazemenou Laou                  | 131.066 | 31,1  | 18 | -2 |
|                   | Reagrupament Democràtic Dimokratikos Sinagermos                                                | 127.776 | 30,3  | 18 | -1 |
|                   | Partit Democràtic Dimokratikon Komma                                                           | 75.485  | 17,9  | 11 | +2 |
|                   | Moviment per la Socialdemocràcia-EDEK Kinima Sosialdimokraton Eniaia Dimokratiki Enosi Kentrou | 37.533  | 8,9   | 5  | +1 |
|                   | Partit Europeu Evropaiko Komma                                                                 | 24.196  | 5,8   | 3  | +2 |
|                   | Partit Verd de Xipre Kinima Oikologoi Perivallontistoi                                         | 8.193   | 2,0   | 1  | -  |
|                   | Demòcrates Units Enomeni Dimokrates                                                            | 6.567   | 1,6   | 0  | -1 |
|                   | Altres                                                                                         | 10.298  | 2,4   | 0  | -1 |
|                   | Total (participació 93,3%)                                                                     | 421.087 | 100.0 | 56 |    |
| Font: Vouleftikes |                                                                                                |         |       |    |    |